# Forte do Baixio de Vila Franca

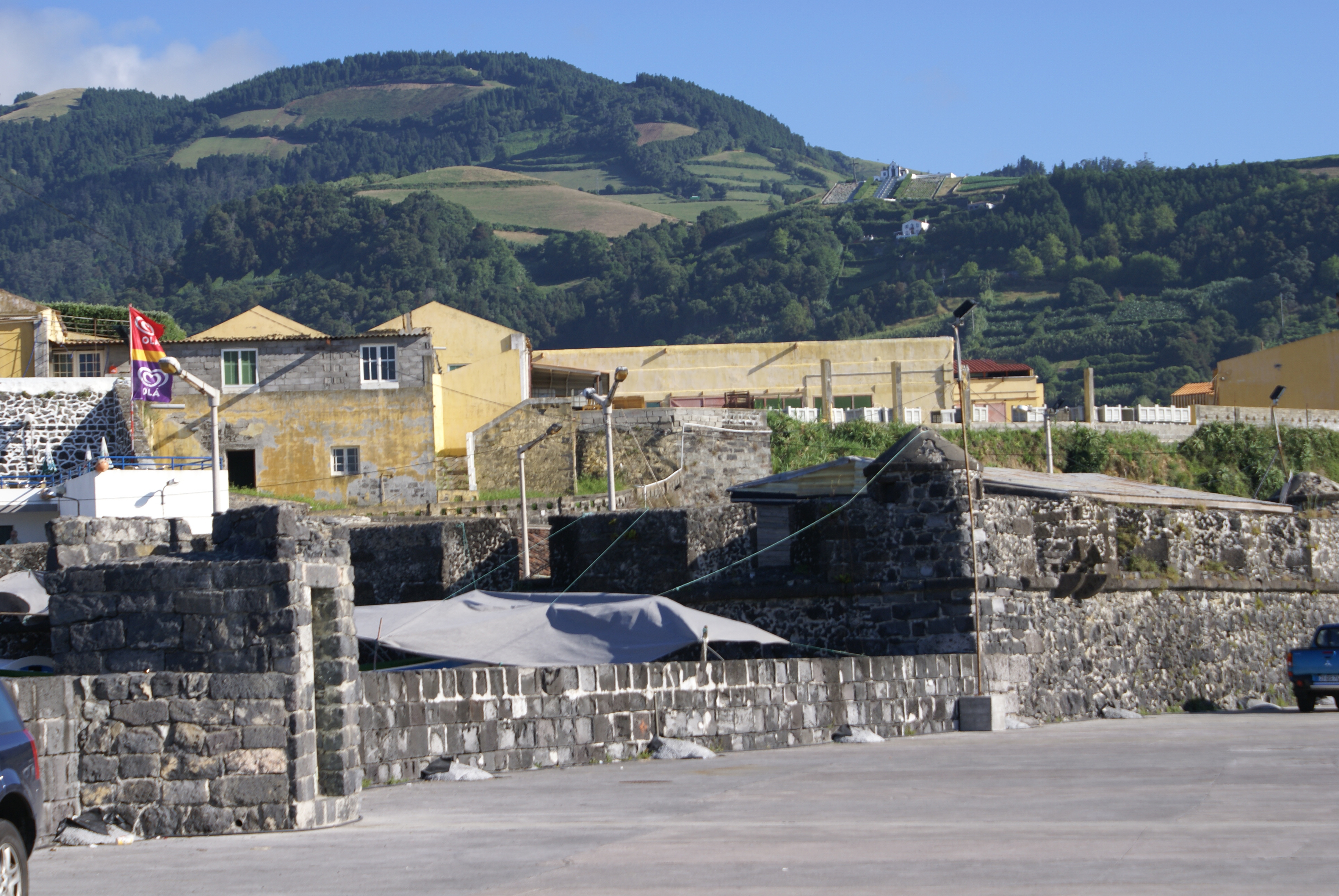
Forte do Tagarete, ilha de São Miguel.

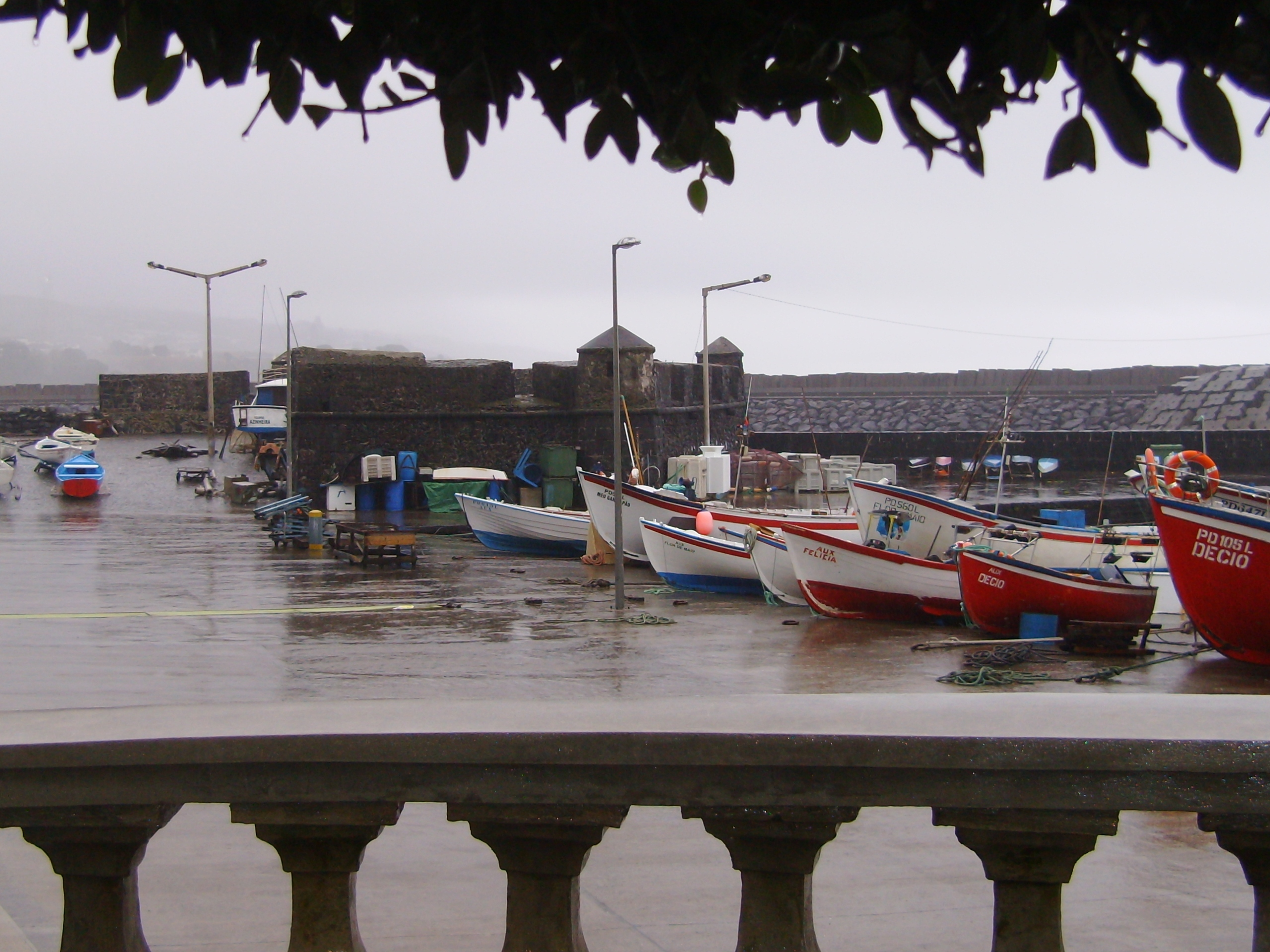
Forte do Tagarete.

O Forte do Baixio de Vila Franca, também designado como Forte do Tagarete, Forte da Areia e Castelo do Baixio, localiza-se no cais do Tagarete, na cidade e concelho de Vila Franca do Campo, na costa sul da ilha de São Miguel, nos Açores.
Em posição dominante sobre este trecho do litoral, constituiu-se em uma fortificação destinada à defesa deste ancoradouro contra os ataques de piratas e corsários, outrora frequentes nesta região do oceano Atlântico. É o último exemplar que subsiste das demais fortificações que integraram a defesa da vila.

## História
No contexto da Guerra da Sucessão Espanhola (1702-1714) encontra-se referido como "O Forte de Tagarete." na relação "Fortificações nos Açores existentes em 1710".
No contexto da instalação da Capitania Geral dos Açores, o seu estado foi assim reportado em 1767:
"14.°— Forte do Baxio. Tem 10 canhoneiras e 6 peças, 5 de ferro incapazes e 1 de bronze boa; precisa 9."
Ao final do século XVIII, a Relação dos Castelos e mais Fortes da Ilha de S. Miguel do seu estado do da sua Artelharia, Palamentas, Muniçoens e do q.' mais precizam, pelo major engenheiro João Leite de Chaves e Melo Borba Gato, informava:
"Castelo do Baxio - No meio da V.a, p.a defença do Porto da mesma, chamado o Tagarete, q.' defende com tiros rectilinios, flanquea 2 praias lateraes, auxilia defença do boquete do Ilheo com tiros razantes a sua entrada; conserva-se em bom estado, tem 10 canhoneiras, e 3 peças, hua das q.es só montada: palamentas e munições nada."
SOUSA (1995), em 1822, ao descrever o porto de Vila Franca do Campo refere: "(...) A defesa do porto é de um castelo de 10 peças, e dum Regimento de Milícia Nacional, que toma o nome da vila. (...).".
Com uma parte das muralhas aberta e o seu terrapleno utilizado como abrigo para embarcações de boca do porto de pesca, a estrutura chegou aos nossos dias em relativo estado de conservação.

## O projeto de recuperação
Em 2012 a Câmara Municipal de Vila Franca do Campo pretende recuperar o antigo forte, requalificando-o como "Centro de Interpretação do Ilhéu de Vila Franca do Campo". O projeto está orçado em 2 milhões de euros, assinado pelo arquiteto Manuel Aires Mateus. Para financiá-lo, a Câmara pretende candidatar-se a fundos comunitários do programa PROCONVERGÊNCIA, assim como busca parcerias que garantam a sua parte no financiamento.

## Características
De planta pentagonal, em aparelho de pedra irregular, apresenta dois pequenos torreões de planta circular pelo lado do mar. Em seus muros rasgavam-se, primitivamente, dez canhoneiras.